# Chatham Chest

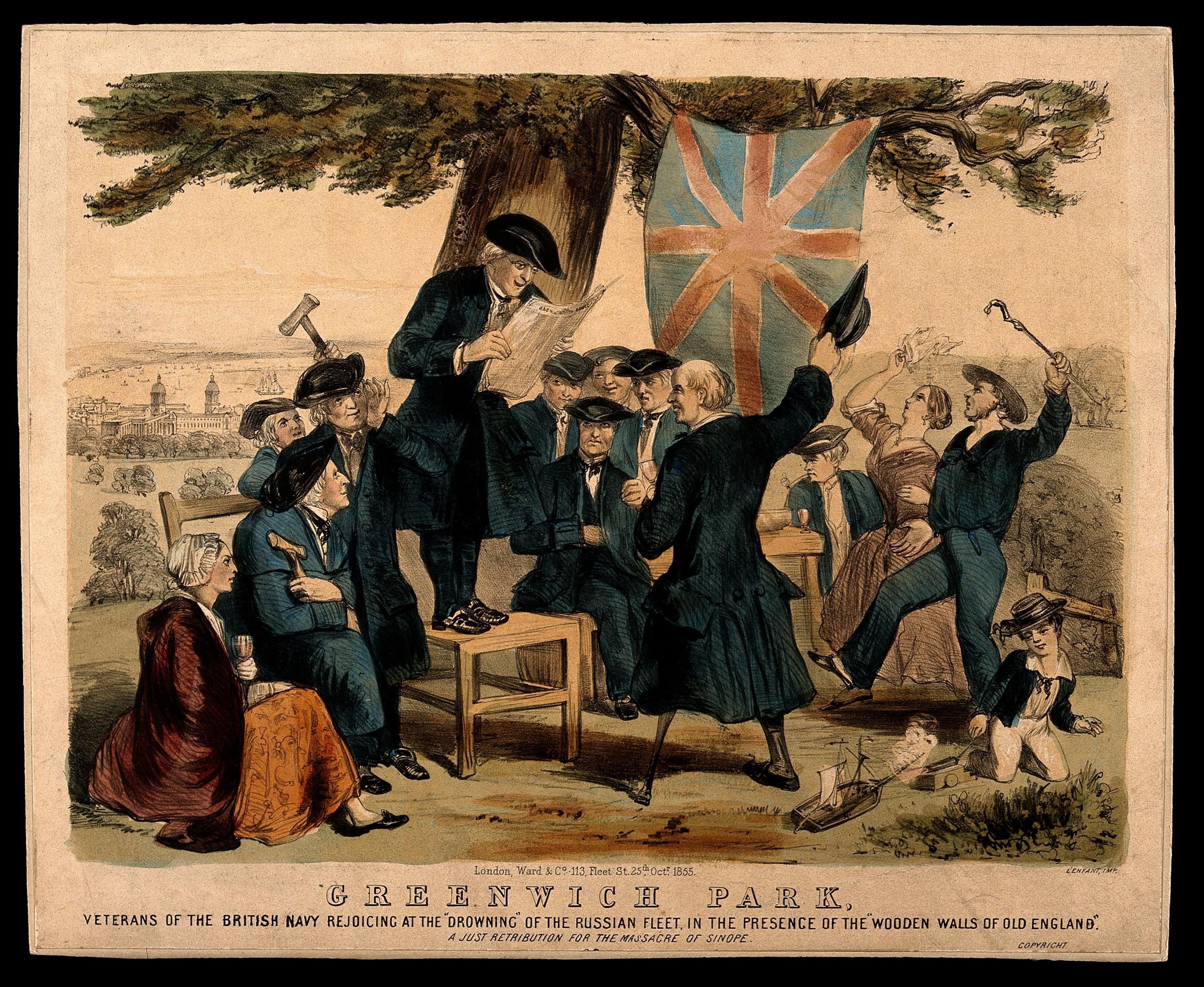
Pensionistas de la Royal Navy, Greenwich Hospital. Litografía de John Burnet, 1855.

El Chatham Chest fue un fondo creado en 1588 para pagar pensiones a los marineros discapacitados de la Royal Navy. Estuvo financiado por las deducciones regulares de la paga de los marineros, que fueron depositadas en un cofre guardado en el astillero de Chatham y desembolsado, cuando era necesario, con la prueba de la incapacidad de un marinero. El fondo dejó de operar en 1803, cuando se fusionó con un sistema de pensiones equivalente, administrado por el hospital de Greenwich. El Cofre de Chatham ha sido exhibido en el Museo Marítimo de Greenwich de Londres y en The Mast House en Chatham Historic Dockyard.

## Origen
Originariamente concebido como una organización benéfica, el Chatham Chest fue establecido, después que los marineros que habían quedado discapacitados en la guerra contra España, solicitaron a la Reina Isabel I de Inglaterra ayuda para su sustento. El crédito para su fundación puede pertenecer a Lord Charles Howard, Alto Almirante de Inglaterra, que promovió el concepto en la corte.
El «Chest» era una caja fuerte de hierro con cinco cerraduras, situado en el astillero de Chatham bajo protección de la división de Chatham de los marinos británicos. Las claves para el cofre fueron guardadas por cinco funcionarios separados para reducir el riesgo de malversación de fondos individual.

## Pago y tarifas
Los pagos fueron hechos como deducciones obligatorias del sueldo de cada marinero de la Marina Real. De 1594 a 1649, las deducciones se fijaron en 1/30 del salario de un marinero, equivalente en 1626 a seis peniques del pago mensual de quince chelines. En 1649 el sueldo del marinero estándar se aumentó a diecinueve chelines y se introdujo una deducción diferencial, de seis peniques al mes para los marineros ordinarios, ocho peniques para los cirujanos y diez peniques por los curas.
Las pensiones se concedieron en una escala fija, que iban desde 6,13 dólares por año por la pérdida de una extremidad, a 15 por año por la pérdida de ambos brazos. Además, a cada pensionista se le concedía una suma global inmediata, en general igual a un año de pensión, denominada «dinero inteligente».

## Dificultades
Durante su larga vida el Chatham Chest experimentó muchas dificultades. Hasta finales del siglo XVIII, y particularmente antes de 1660, los salarios de los marineros a menudo eran significativamente inferiores a las tasas oficiales, mientras que los pagos en Chatham Chest permanecían fijos. Como consecuencia de ello se requerían muchos marineros para contribuir con cantidades superiores a 1/20 de su salario. A pesar del mecanismo de cinco funcionarios separados que se requerían para abrir el cofre, grandes cantidades de fondos desaparecieron. Además, a comienzos de los años 1620, el rey Carlos I de Inglaterra simplemente se apropió de los contenidos del cofre para el pago de deudas no relacionadas.
En 1660 el número de pensionistas había aumentado durante la Primera Guerra Holandesa y la guerra contra España, pero cuando la paz volvió y los barcos fueron pagados, los ingresos del Chatham Chest disminuyeron drásticamente. El primer expediente adoptado fue ofrecer a los jubilados la conmutación voluntaria de sus pensiones, basándose en dos años, pero aun así el Colegio tuvo dificultades para pagar las pensiones restantes. Samuel Pepys, secretario de las Actas de la Junta de la Armada, se interesó mucho por los asuntos del Chatham Chest e informó en su diario (18 de junio de 1667) que no había dinero para pagar los jubilados «su pago público el día 14 de este mes, lo que nos dará un desprecio del mundo». Se consiguieron fondos del Tesoro, y fueron transportados  por el Támesis a Chathman y esta crisis fue eliminada rápidamente.
A partir de 1673 aproximadamente, se aceptó tácitamente que el Gobierno cubriría el exceso del débito sobre los ingresos cada año en base a lo que se pagara. Este principio se mantuvo en vigor, aunque a veces el Gobierno se retrasaba en pagar y las pensiones se quedaban en espera. En 1690 había algunas pensiones de hasta tres años pendientes. El Chatham Chest también experimentó un aumento sustancial en el número de pensionistas durante las Guerras Napoleónicas en 1802.

## Fusión
Después de una ley del parlamento en 1803 las funciones del Chatham Chest fueron combinadas con los programas del bienestar del hospital de Greenwich. La fusión fue terminada en 1814, y el Chatham Chest (caja de caudales)físico,  fue sacado de uso. Posteriormente fue exhibido en el Museo Marítimo de Greenwich de Londres, y en The Mast House en Chatham Historic Dockyard.